# Grażyna Gęsická
Grażyna Gęsická (13. prosince 1951 Varšava, Polsko – 10. dubna 2010 Pečersk, Rusko) byla polská politička a socioložka.

## Životopis
V roce 1974 absolvovala Sociologický ústav Varšavské univerzity a v roce 1985 získala doktorát v oboru sociologie. Pracovala jako odborný asistent na Ústavu sociologie (1985–1993). Byla členkou Polské sociologické společnosti a Mezinárodního sdružení frankofonních sociologů. Byla autorkou či spoluautorkou více než třiceti knih a časopisů. V roce 1989 se účastnila jednání u kulatého stolu. V letech 1990 až 1997 absolvovala rozličné stáže (u Evropské komise, Světové banky, polské vlády aj.). Od září do prosince 1991 byla poradcem ministra práce a sociální politiky. V letech 1998 až 2001 byla státní tajemnicí na ministerstvu práce a sociální politiky. V srpnu 2001 se stala viceprezidentkou Polské agentury pro rozvoj podnikání. Od října 2005 byla ministryní pro místní rozvoj – nejprve ve vládě Kazimierze Marcinkiewicze, poté ve vládě Jarosława Kaczyńského. V parlamentních volbách v roce 2007 byla zvolena poslankyní Sejmu, od 6. ledna 2010 byla předsedkyní poslaneckého klubu strany Právo a spravedlnost.
Zemřela při leteckém neštěstí u ruského Smolensku 10. dubna 2010. Posmrtně obdržela Komandérský kříž Řádu znovuzrozeného Polska (Krzyż Komandorski Orderu Odrodzenia Polski).